# Epidendrum cocornocturnum
Epidendrum cocornocturnum är en orkidéart som beskrevs av Eric Hágsater. Epidendrum cocornocturnum ingår i släktet Epidendrum och familjen orkidéer. Inga underarter finns listade i Catalogue of Life.